# Sulu duliti
Sulu duliti is een haft uit de familie Leptophlebiidae. De wetenschappelijke naam van de soort is voor het eerst geldig gepubliceerd in 1954 door Demoulin.
De soort komt voor in het Oriëntaals gebied.